# 1682
Portal Geschichte | Portal Biografien | Aktuelle Ereignisse | Jahreskalender | Tagesartikel

◄ |
16. Jahrhundert |
17. Jahrhundert
| 18. Jahrhundert | ►

◄ |
1650er |
1660er |
1670er |
1680er
| 1690er | 1700er | 1710er | ►

◄◄ |
◄ |
1678 |
1679 |
1680 |
1681 |
1682
| 1683 | 1684 | 1685 | 1686 | ► | ►►
Staatsoberhäupter  · Nekrolog   · Musikjahr
| Januar | Januar | Januar | Januar | Januar | Januar | Januar | Januar |
| Kw     | Mo     | Di     | Mi     | Do     | Fr     | Sa     | So     |
| ------ | ------ | ------ | ------ | ------ | ------ | ------ | ------ |
| 1      |        |        |        | 1      | 2      | 3      | 4      |
| 2      | 5      | 6      | 7      | 8      | 9      | 10     | 11     |
| 3      | 12     | 13     | 14     | 15     | 16     | 17     | 18     |
| 4      | 19     | 20     | 21     | 22     | 23     | 24     | 25     |
| 5      | 26     | 27     | 28     | 29     | 30     | 31     |        |

| Februar | Februar | Februar | Februar | Februar | Februar | Februar | Februar |
| Kw      | Mo      | Di      | Mi      | Do      | Fr      | Sa      | So      |
| ------- | ------- | ------- | ------- | ------- | ------- | ------- | ------- |
| 5       |         |         |         |         |         |         | 1       |
| 6       | 2       | 3       | 4       | 5       | 6       | 7       | 8       |
| 7       | 9       | 10      | 11      | 12      | 13      | 14      | 15      |
| 8       | 16      | 17      | 18      | 19      | 20      | 21      | 22      |
| 9       | 23      | 24      | 25      | 26      | 27      | 28      |         |

| März | März | März | März | März | März | März | März |
| Kw   | Mo   | Di   | Mi   | Do   | Fr   | Sa   | So   |
| ---- | ---- | ---- | ---- | ---- | ---- | ---- | ---- |
| 9    |      |      |      |      |      |      | 1    |
| 10   | 2    | 3    | 4    | 5    | 6    | 7    | 8    |
| 11   | 9    | 10   | 11   | 12   | 13   | 14   | 15   |
| 12   | 16   | 17   | 18   | 19   | 20   | 21   | 22   |
| 13   | 23   | 24   | 25   | 26   | 27   | 28   | 29   |
| 14   | 30   | 31   |      |      |      |      |      |

| April | April | April | April | April | April | April | April |
| Kw    | Mo    | Di    | Mi    | Do    | Fr    | Sa    | So    |
| ----- | ----- | ----- | ----- | ----- | ----- | ----- | ----- |
| 14    |       |       | 1     | 2     | 3     | 4     | 5     |
| 15    | 6     | 7     | 8     | 9     | 10    | 11    | 12    |
| 16    | 13    | 14    | 15    | 16    | 17    | 18    | 19    |
| 17    | 20    | 21    | 22    | 23    | 24    | 25    | 26    |
| 18    | 27    | 28    | 29    | 30    |       |       |       |

| Mai | Mai | Mai | Mai | Mai | Mai | Mai | Mai |
| Kw  | Mo  | Di  | Mi  | Do  | Fr  | Sa  | So  |
| --- | --- | --- | --- | --- | --- | --- | --- |
| 18  |     |     |     |     | 1   | 2   | 3   |
| 19  | 4   | 5   | 6   | 7   | 8   | 9   | 10  |
| 20  | 11  | 12  | 13  | 14  | 15  | 16  | 17  |
| 21  | 18  | 19  | 20  | 21  | 22  | 23  | 24  |
| 22  | 25  | 26  | 27  | 28  | 29  | 30  | 31  |

| Juni | Juni | Juni | Juni | Juni | Juni | Juni | Juni |
| Kw   | Mo   | Di   | Mi   | Do   | Fr   | Sa   | So   |
| ---- | ---- | ---- | ---- | ---- | ---- | ---- | ---- |
| 23   | 1    | 2    | 3    | 4    | 5    | 6    | 7    |
| 24   | 8    | 9    | 10   | 11   | 12   | 13   | 14   |
| 25   | 15   | 16   | 17   | 18   | 19   | 20   | 21   |
| 26   | 22   | 23   | 24   | 25   | 26   | 27   | 28   |
| 27   | 29   | 30   |      |      |      |      |      |

| Juli | Juli | Juli | Juli | Juli | Juli | Juli | Juli |
| Kw   | Mo   | Di   | Mi   | Do   | Fr   | Sa   | So   |
| ---- | ---- | ---- | ---- | ---- | ---- | ---- | ---- |
| 27   |      |      | 1    | 2    | 3    | 4    | 5    |
| 28   | 6    | 7    | 8    | 9    | 10   | 11   | 12   |
| 29   | 13   | 14   | 15   | 16   | 17   | 18   | 19   |
| 30   | 20   | 21   | 22   | 23   | 24   | 25   | 26   |
| 31   | 27   | 28   | 29   | 30   | 31   |      |      |

| August | August | August | August | August | August | August | August |
| Kw     | Mo     | Di     | Mi     | Do     | Fr     | Sa     | So     |
| ------ | ------ | ------ | ------ | ------ | ------ | ------ | ------ |
| 31     |        |        |        |        |        | 1      | 2      |
| 32     | 3      | 4      | 5      | 6      | 7      | 8      | 9      |
| 33     | 10     | 11     | 12     | 13     | 14     | 15     | 16     |
| 34     | 17     | 18     | 19     | 20     | 21     | 22     | 23     |
| 35     | 24     | 25     | 26     | 27     | 28     | 29     | 30     |
| 36     | 31     |        |        |        |        |        |        |

| September | September | September | September | September | September | September | September |
| Kw        | Mo        | Di        | Mi        | Do        | Fr        | Sa        | So        |
| --------- | --------- | --------- | --------- | --------- | --------- | --------- | --------- |
| 36        |           | 1         | 2         | 3         | 4         | 5         | 6         |
| 37        | 7         | 8         | 9         | 10        | 11        | 12        | 13        |
| 38        | 14        | 15        | 16        | 17        | 18        | 19        | 20        |
| 39        | 21        | 22        | 23        | 24        | 25        | 26        | 27        |
| 40        | 28        | 29        | 30        |           |           |           |           |

| Oktober | Oktober | Oktober | Oktober | Oktober | Oktober | Oktober | Oktober |
| Kw      | Mo      | Di      | Mi      | Do      | Fr      | Sa      | So      |
| ------- | ------- | ------- | ------- | ------- | ------- | ------- | ------- |
| 40      |         |         |         | 1       | 2       | 3       | 4       |
| 41      | 5       | 6       | 7       | 8       | 9       | 10      | 11      |
| 42      | 12      | 13      | 14      | 15      | 16      | 17      | 18      |
| 43      | 19      | 20      | 21      | 22      | 23      | 24      | 25      |
| 44      | 26      | 27      | 28      | 29      | 30      | 31      |         |

| November | November | November | November | November | November | November | November |
| Kw       | Mo       | Di       | Mi       | Do       | Fr       | Sa       | So       |
| -------- | -------- | -------- | -------- | -------- | -------- | -------- | -------- |
| 44       |          |          |          |          |          |          | 1        |
| 45       | 2        | 3        | 4        | 5        | 6        | 7        | 8        |
| 46       | 9        | 10       | 11       | 12       | 13       | 14       | 15       |
| 47       | 16       | 17       | 18       | 19       | 20       | 21       | 22       |
| 48       | 23       | 24       | 25       | 26       | 27       | 28       | 29       |
| 49       | 30       |          |          |          |          |          |          |

| Dezember | Dezember | Dezember | Dezember | Dezember | Dezember | Dezember | Dezember |
| Kw       | Mo       | Di       | Mi       | Do       | Fr       | Sa       | So       |
| -------- | -------- | -------- | -------- | -------- | -------- | -------- | -------- |
| 49       |          | 1        | 2        | 3        | 4        | 5        | 6        |
| 50       | 7        | 8        | 9        | 10       | 11       | 12       | 13       |
| 51       | 14       | 15       | 16       | 17       | 18       | 19       | 20       |
| 52       | 21       | 22       | 23       | 24       | 25       | 26       | 27       |
| 53       | 28       | 29       | 30       | 31       |          |          |          |

| Januar | Januar | Januar | Januar | Januar | Januar | Januar | Januar |
| Kw     | Mo     | Di     | Mi     | Do     | Fr     | Sa     | So     |
| ------ | ------ | ------ | ------ | ------ | ------ | ------ | ------ |
| 1      |        |        |        | 1      | 2      | 3      | 4      |
| 2      | 5      | 6      | 7      | 8      | 9      | 10     | 11     |
| 3      | 12     | 13     | 14     | 15     | 16     | 17     | 18     |
| 4      | 19     | 20     | 21     | 22     | 23     | 24     | 25     |
| 5      | 26     | 27     | 28     | 29     | 30     | 31     |        |

| Februar | Februar | Februar | Februar | Februar | Februar | Februar | Februar |
| Kw      | Mo      | Di      | Mi      | Do      | Fr      | Sa      | So      |
| ------- | ------- | ------- | ------- | ------- | ------- | ------- | ------- |
| 5       |         |         |         |         |         |         | 1       |
| 6       | 2       | 3       | 4       | 5       | 6       | 7       | 8       |
| 7       | 9       | 10      | 11      | 12      | 13      | 14      | 15      |
| 8       | 16      | 17      | 18      | 19      | 20      | 21      | 22      |
| 9       | 23      | 24      | 25      | 26      | 27      | 28      |         |

| März | März | März | März | März | März | März | März |
| Kw   | Mo   | Di   | Mi   | Do   | Fr   | Sa   | So   |
| ---- | ---- | ---- | ---- | ---- | ---- | ---- | ---- |
| 9    |      |      |      |      |      |      | 1    |
| 10   | 2    | 3    | 4    | 5    | 6    | 7    | 8    |
| 11   | 9    | 10   | 11   | 12   | 13   | 14   | 15   |
| 12   | 16   | 17   | 18   | 19   | 20   | 21   | 22   |
| 13   | 23   | 24   | 25   | 26   | 27   | 28   | 29   |
| 14   | 30   | 31   |      |      |      |      |      |

| April | April | April | April | April | April | April | April |
| Kw    | Mo    | Di    | Mi    | Do    | Fr    | Sa    | So    |
| ----- | ----- | ----- | ----- | ----- | ----- | ----- | ----- |
| 14    |       |       | 1     | 2     | 3     | 4     | 5     |
| 15    | 6     | 7     | 8     | 9     | 10    | 11    | 12    |
| 16    | 13    | 14    | 15    | 16    | 17    | 18    | 19    |
| 17    | 20    | 21    | 22    | 23    | 24    | 25    | 26    |
| 18    | 27    | 28    | 29    | 30    |       |       |       |

| Mai | Mai | Mai | Mai | Mai | Mai | Mai | Mai |
| Kw  | Mo  | Di  | Mi  | Do  | Fr  | Sa  | So  |
| --- | --- | --- | --- | --- | --- | --- | --- |
| 18  |     |     |     |     | 1   | 2   | 3   |
| 19  | 4   | 5   | 6   | 7   | 8   | 9   | 10  |
| 20  | 11  | 12  | 13  | 14  | 15  | 16  | 17  |
| 21  | 18  | 19  | 20  | 21  | 22  | 23  | 24  |
| 22  | 25  | 26  | 27  | 28  | 29  | 30  | 31  |

| Juni | Juni | Juni | Juni | Juni | Juni | Juni | Juni |
| Kw   | Mo   | Di   | Mi   | Do   | Fr   | Sa   | So   |
| ---- | ---- | ---- | ---- | ---- | ---- | ---- | ---- |
| 23   | 1    | 2    | 3    | 4    | 5    | 6    | 7    |
| 24   | 8    | 9    | 10   | 11   | 12   | 13   | 14   |
| 25   | 15   | 16   | 17   | 18   | 19   | 20   | 21   |
| 26   | 22   | 23   | 24   | 25   | 26   | 27   | 28   |
| 27   | 29   | 30   |      |      |      |      |      |

| Juli | Juli | Juli | Juli | Juli | Juli | Juli | Juli |
| Kw   | Mo   | Di   | Mi   | Do   | Fr   | Sa   | So   |
| ---- | ---- | ---- | ---- | ---- | ---- | ---- | ---- |
| 27   |      |      | 1    | 2    | 3    | 4    | 5    |
| 28   | 6    | 7    | 8    | 9    | 10   | 11   | 12   |
| 29   | 13   | 14   | 15   | 16   | 17   | 18   | 19   |
| 30   | 20   | 21   | 22   | 23   | 24   | 25   | 26   |
| 31   | 27   | 28   | 29   | 30   | 31   |      |      |

| August | August | August | August | August | August | August | August |
| Kw     | Mo     | Di     | Mi     | Do     | Fr     | Sa     | So     |
| ------ | ------ | ------ | ------ | ------ | ------ | ------ | ------ |
| 31     |        |        |        |        |        | 1      | 2      |
| 32     | 3      | 4      | 5      | 6      | 7      | 8      | 9      |
| 33     | 10     | 11     | 12     | 13     | 14     | 15     | 16     |
| 34     | 17     | 18     | 19     | 20     | 21     | 22     | 23     |
| 35     | 24     | 25     | 26     | 27     | 28     | 29     | 30     |
| 36     | 31     |        |        |        |        |        |        |

| September | September | September | September | September | September | September | September |
| Kw        | Mo        | Di        | Mi        | Do        | Fr        | Sa        | So        |
| --------- | --------- | --------- | --------- | --------- | --------- | --------- | --------- |
| 36        |           | 1         | 2         | 3         | 4         | 5         | 6         |
| 37        | 7         | 8         | 9         | 10        | 11        | 12        | 13        |
| 38        | 14        | 15        | 16        | 17        | 18        | 19        | 20        |
| 39        | 21        | 22        | 23        | 24        | 25        | 26        | 27        |
| 40        | 28        | 29        | 30        |           |           |           |           |

| Oktober | Oktober | Oktober | Oktober | Oktober | Oktober | Oktober | Oktober |
| Kw      | Mo      | Di      | Mi      | Do      | Fr      | Sa      | So      |
| ------- | ------- | ------- | ------- | ------- | ------- | ------- | ------- |
| 40      |         |         |         | 1       | 2       | 3       | 4       |
| 41      | 5       | 6       | 7       | 8       | 9       | 10      | 11      |
| 42      | 12      | 13      | 14      | 15      | 16      | 17      | 18      |
| 43      | 19      | 20      | 21      | 22      | 23      | 24      | 25      |
| 44      | 26      | 27      | 28      | 29      | 30      | 31      |         |

| November | November | November | November | November | November | November | November |
| Kw       | Mo       | Di       | Mi       | Do       | Fr       | Sa       | So       |
| -------- | -------- | -------- | -------- | -------- | -------- | -------- | -------- |
| 44       |          |          |          |          |          |          | 1        |
| 45       | 2        | 3        | 4        | 5        | 6        | 7        | 8        |
| 46       | 9        | 10       | 11       | 12       | 13       | 14       | 15       |
| 47       | 16       | 17       | 18       | 19       | 20       | 21       | 22       |
| 48       | 23       | 24       | 25       | 26       | 27       | 28       | 29       |
| 49       | 30       |          |          |          |          |          |          |

| Dezember | Dezember | Dezember | Dezember | Dezember | Dezember | Dezember | Dezember |
| Kw       | Mo       | Di       | Mi       | Do       | Fr       | Sa       | So       |
| -------- | -------- | -------- | -------- | -------- | -------- | -------- | -------- |
| 49       |          | 1        | 2        | 3        | 4        | 5        | 6        |
| 50       | 7        | 8        | 9        | 10       | 11       | 12       | 13       |
| 51       | 14       | 15       | 16       | 17       | 18       | 19       | 20       |
| 52       | 21       | 22       | 23       | 24       | 25       | 26       | 27       |
| 53       | 28       | 29       | 30       | 31       |          |          |          |

## Ereignisse

### Politik und Weltgeschehen

#### Russland
- 7. Mai: Der erst zwanzigjährige Zar Fjodor III. von Russland stirbt überraschend, ohne einen Nachfolger zu hinterlassen. Daraufhin kommt es zwischen den Familien der beiden Gemahlinnen seines Vaters Alexei, der verstorbenen Marija Iljinitschna Miloslawskaja, Mutter von Fjodors Bruder Iwan und seiner Schwester Sofia Alexejewna, und der überlebenden Gattin Natalja Kirillowna Naryschkina, Mutter von Fjodors Halbbruder Peter, und den mit ihnen verbündeten Bojaren zum Nachfolgestreit.

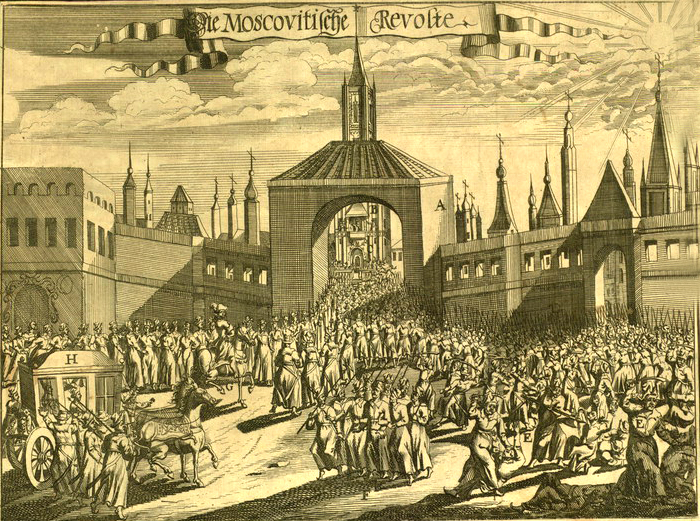
Die Moscovitische Revolte – zeitgenössischer Kupferstich

- 15. Mai: Die Strelizen beginnen den Moskauer Aufstand 1682, nachdem das Gerücht aufgekommen ist, Zar Iwan wäre von Mitgliedern der Naryschkin-Familie ermordet worden. Mehrere Minister, unter ihnen Artamon Sergejewitsch Matwejew, sowie zwei Brüder von Natalja Naryschkina, werden von ihnen ermordet, nachdem sie den Kreml gestürmt haben. Der Moskauer Patriarch Joachim kann die Situation schließlich beruhigen, indem er den Aufständischen den unversehrten Iwan IV. zeigt.
- 23. Mai: Auf Forderung der Strelizen werden die Machtbefugnisse zwischen den Zaren Iwan IV. und Peter I. geteilt.
- Am 25. Juni erfolgt die gemeinsame Zarenkrönung Iwans V. und Peters I., die Amtsgeschäfte übernimmt die ältere Schwester Sofia.
- Herbst: Iwan Andrejewitsch Chowanski, Anführer des Aufstands vom Mai, wird nach einem neuerlichen Umsturzversuch gefangen genommen und hingerichtet.

#### Frankreich
- 19. März: Die Generalversammlung des französischen Klerus verkündet die gallikanischen Artikel, mit denen die Selbstständigkeit der französischen Kirche und der Könige von Frankreich gegenüber dem Führungsanspruch des Papstes betont wird.
- Der französische Hof unter König Ludwig XIV. zieht von Paris in das umgebaute Schloss Versailles um. Der Höfische Absolutismus erreicht damit in Frankreich seinen Höhepunkt.

#### Weitere Ereignisse in Europa
- Lörrach erhält das Stadtrecht durch Friedrich VII. Magnus von Baden-Durlach.

#### Amerika

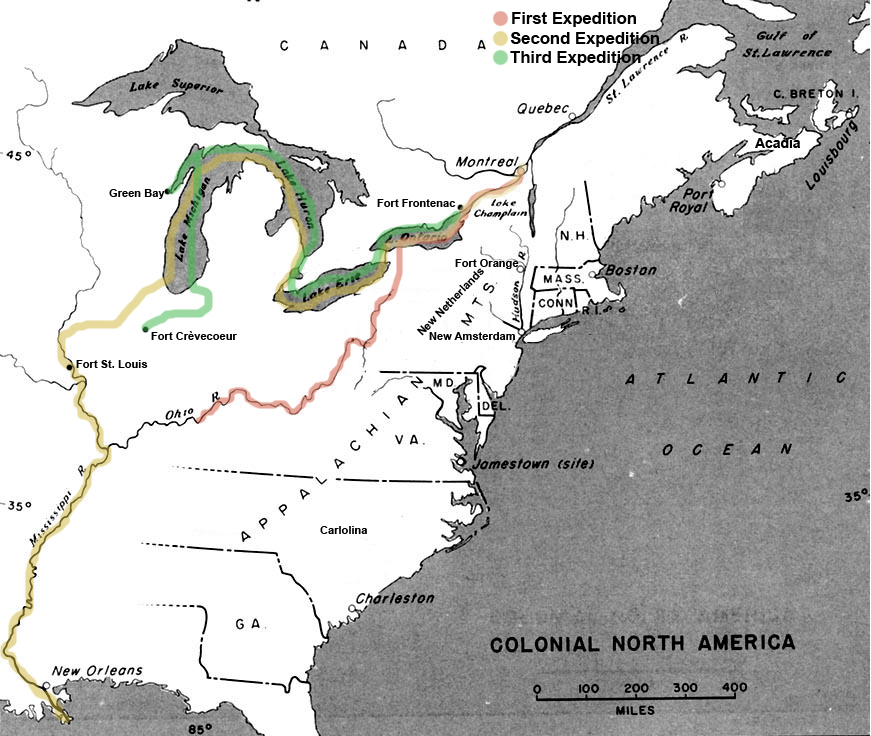
Die Reisen des Robert Cavelier de La Salle

- Winter: Auf dem gefrorenen Illinois River beginnt der französische Entdecker Robert Cavelier de La Salle seine Reise Richtung Süden zum Mississippi.
- 7. April: Robert Cavelier de La Salle erreicht als erster Europäer die Mündung des Mississippi River. Er nimmt am 9. April feierlich alle Gebiete am Mississippi für die französische Krone in Besitz und nennt das Territorium zu Ehren von König Ludwig XIV. „La Louisiane“.

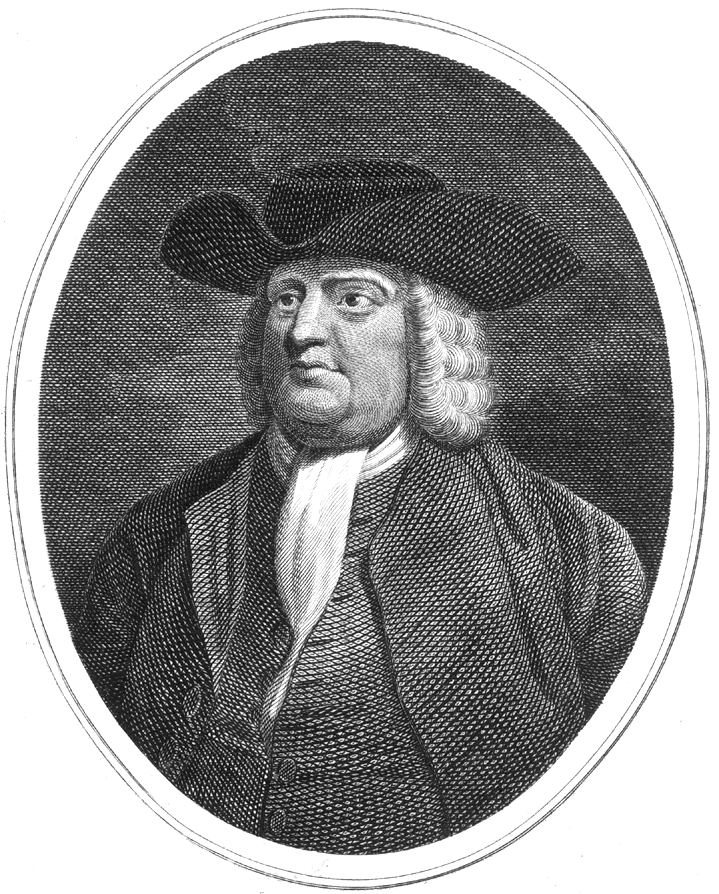
William Penn (1644–1718)

- 27. Oktober: William Penn gründet in Pennsylvania die Stadt Philadelphia.

#### Afrika
- 19. Juli: Nach dem Tod seines Vaters Yohannes I. wird Iyasu I. aus der seit 1270 herrschenden Salomonischen Dynastie neuer Negus von Äthiopien.

#### Asien
Truppen der mandschurischen Qing-Dynastie erobern Taiwan von Loyalisten der chinesischen Ming-Dynastie.

### Wirtschaft

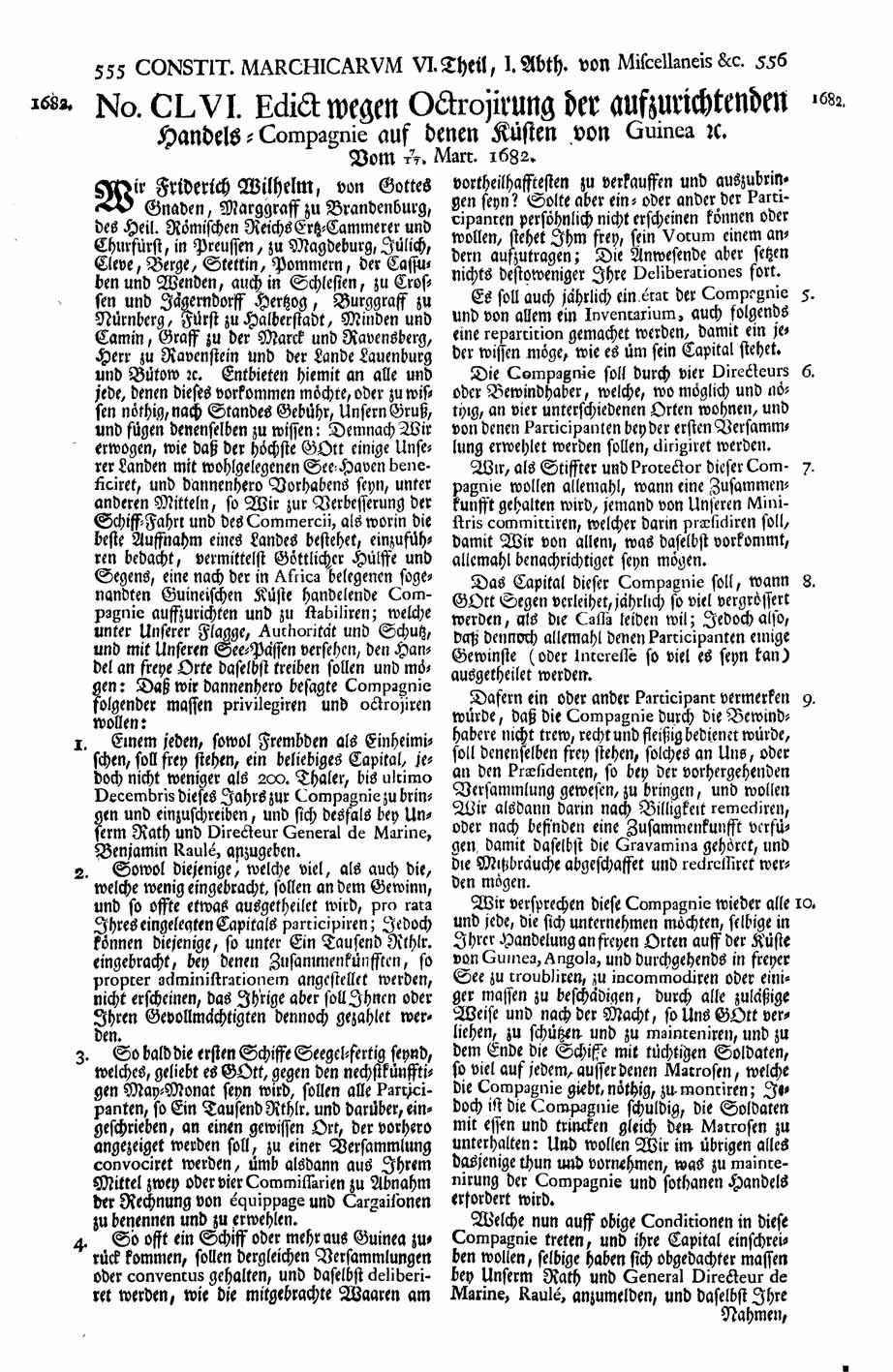
Kurfürstliches Edikt vom 7. März 1682

- 7. März: Der brandenburgische Kurfürst Friedrich Wilhelm verkündet mit dem Edict wegen Octroyierung der aufzurichtenden Handelscompagnie auf denen Küsten von Guinea die Gründung der Handelscompagnie auf denen Küsten von Guinea, die gleichzeitig die erste deutsche Aktiengesellschaft bildet. Die Gesellschaft wird mit einem Grundkapital von 50.000 Reichstalern ausgestattet, wovon 48.000 Taler gezeichnet werden und erhält für 30 Jahre das brandenburgische Monopol für den Handel in Westafrika mit Pfeffer, Elfenbein, Gold und Sklaven sowie das Recht, eigene Stützpunkte anzulegen. Die Besatzung und die Ausrüstung dafür stellt der Kurfürst zur Verfügung.
- August Metzler gründet in Stuttgart einen Verlag, die heutige J. B. Metzler’sche Verlagsbuchhandlung.

### Wissenschaft und Technik

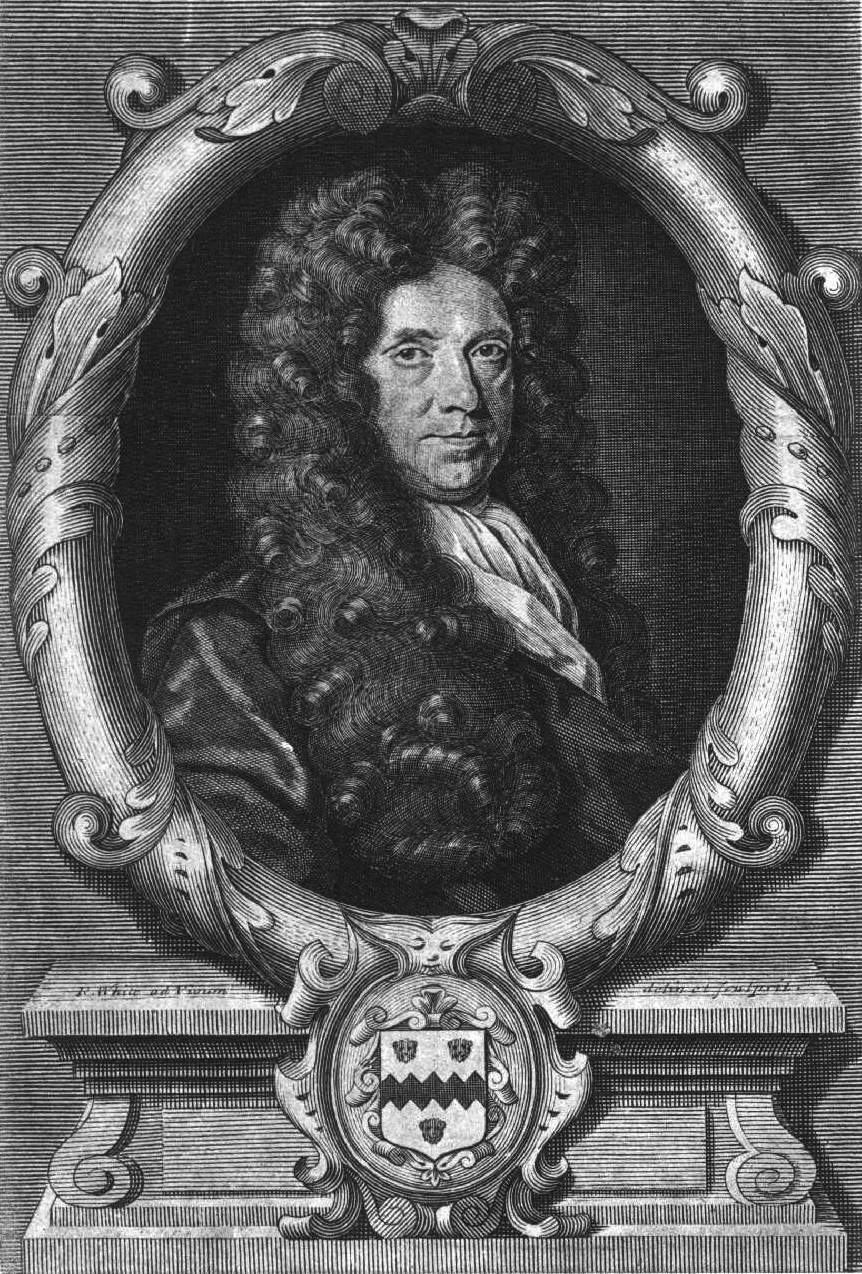
Nehemiah Grew

- Der englische Botaniker und Arzt Nehemiah Grew veröffentlicht das Werk The Anatomy of Plants und wird damit zum Begründer der Phytotomie.
- Die Leipziger Acta Eruditorum erscheinen erstmals. Die in lateinischer Sprache geschriebene Monatszeitschrift entwickelt sich zu einer der wichtigsten deutschsprachigen wissenschaftlichen Zeitschriften. Erster Herausgeber ist Otto Mencke.
- 1682 erfolgt erstmals die Erwähnung einer Schreibmaschine, von der jedoch weder der Erfinder noch das Modell bekannt sind.

### Kultur
- 29. September: Die Koninklijke Academie van Beeldende Kunsten in Den Haag wird gegründet.

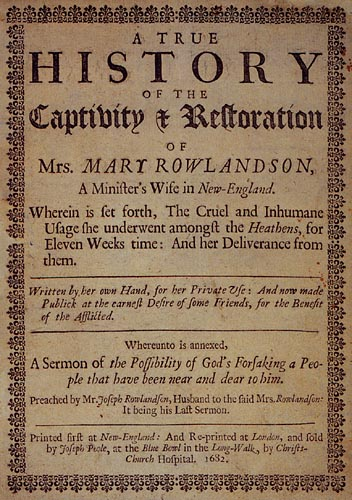
Titelblatt der ersten Ausgabe von A True History of the Captivity and Restoration of Mrs. Mary Rowlandson (London 1682)

- Die Puritanerin Mary Rowlandson, englische Siedlerin in Neuengland, veröffentlicht ihr Captivity narrative über ihre vom 10. Februar bis zum 2. Mai 1675 dauernde Gefangenschaft bei den Narraganset-Indianern. Das Buch entwickelt sich zu einem der ersten Bestseller der amerikanischen Literatur. Die amerikanische Ausgabe erlebt noch im selben Jahr eine zweite Auflage.
- Im Salzburger Dom wird vermutlich die Missa Salisburgensis, eine großangelegte barocke Messvertonung für zwei vokale und vier instrumentale Chöre (bzw. Orchester) im Stile der venezianischen Mehrchörigkeit, erstmals aufgeführt. Die anonym überlieferte Komposition wird heute Heinrich Ignaz Franz Biber zugeschrieben.

### Religion
- Der Tod des fünften Dalai Lama Ngawang Lobsang Gyatsho wird von seinem Regenten Sanggye Gyatsho auf seinen Wunsch hin aus außenpolitischen Gründen bis April 1697 geheim gehalten, bis der sechste Dalai Lama Tshangyang Gyatsho das 15. Lebensjahr erreicht hat.
- Das Lamo-Dechen-Kloster, ein bedeutendes Kloster der Gelug-Schule des tibetischen Buddhismus (Vajrayana), wird vom 3. Lamo Rinpoche Ngawang Lobsang Tenpe Gyeltshen im Rongwo-Gebiet in Zentral-Amdo gegründet.

### Katastrophen
- März: Pest in Wanfried

## Geboren

### Erstes Halbjahr
- 12. Januar: Burkhard Leberecht Behrisch, deutscher Jurist und Bürgermeister von Dresden († 1750)
- 20. Januar: Francesco Bartolomeo Conti, italienischer Komponist († 1732)
- 26. Januar: Benjamin Lay, britischer Quäker, Abolitionist, Philanthrop und Schriftsteller († 1759)
- 04. Februar: Johann Friedrich Böttger, deutscher Alchimist, Naturforscher und Porzellanhersteller († 1719)
- 13. Februar: Giovanni Battista Piazzetta, venezianischer Maler und Radierer († 1754)
- 21. Februar: Filippo Balatri, italienischer Sänger, Kastrat und Mönch († 1756)
- 22. Februar: Johann Christian Dauphin, deutscher Orgelbauer († 1730)
- 23. Februar: Christian, Herzog von Sachsen-Weißenfels und Fürst von Sachsen-Querfurt († 1736)
- 25. Februar: Giovanni Battista Morgagni, italienischer Forscher († 1771)
- 09. März: Johann Christoph Thielemann, deutscher Orgelbauer († 1755)
- 10. März: Wilhelm VIII., Landgraf von Hessen-Kassel († 1760)
- 14. März: Francesco Conti, italienischer Maler († 1760)
- 09. April: Robert Gardelle, Schweizer Maler, Kupferstecher und Radierer († 1766)
- 15. April: Jan van Huysum, niederländischer Maler († 1749)
- 16. April: John Hadley, englischer Astronom und Mathematiker († 1744)
- 16. April: Wolfgang Sigismund von Orsini-Rosenberg, Landeshauptmann von Kärnten († 1739)
- 23. April: Johann Georg Meindl, Aufrührer und Anführer der Bayerischen Volkserhebung († 1767)
- 09. Mai: Johannes Ens, niederländischer reformierter Theologe († 1732)
- 10. Mai: Peter Friedrich Arpe, deutscher Jurist († 1740)
- 14. Mai: Bernhard Walther Marperger, deutscher lutherischer Theologe († 1746)
- 18. Mai: Shahu I., indischer Regent († 1749)
- 21. Mai: Basilio Asquini, italienischer römisch-katholischer Geistlicher und Biograf († 1745)
- 01. Juni: Archibald Campbell, 3. Duke of Argyll, schottischer Adeliger, Richter, Politiker und Soldat († 1761)
- 11. Juni: Georg Heinrich Bose, Leipziger Handelsherr († 1731)
- 15. Juni: Franz Georg von Schönborn, Kurfürst von Trier und Fürstabt von Prüm, Fürstbischof von Worms und Fürstpropst von Ellwangen († 1756)
- 20. Juni: Eleonore Amalia von Lobkowitz, Fürstin zu Schwarzenberg († 1741)

Der fünfjährige Karl (XII.) mit seiner Schwester Hedwig Sophia

- 27. Juni: Karl XII., König von Schweden und Herzog von Zweibrücken in Personalunion († 1718)

### Zweites Halbjahr
- 09. Juli: Johann Heinrich Müslin, Schweizer Pietist († 1757)
- 10. Juli: Roger Cotes, englischer Mathematiker († 1716)
- 10. Juli: Bartholomäus Ziegenbalg, deutscher evangelischer Missionar († 1719)
- 15. Juli: Heinrich Ludolf Spancken, westfälischer Geistlicher († 1736)
- 31. Juli: Ignazio Visconti, 16. General der Societas Jesu († 1755)
- 03. August: George Werner, sächsischer Architekt und Baumeister († 1758)
- 12. August: Simon Paul Hilscher, deutscher Mediziner († 1748)
- 15. August: Annibale Albani, Kardinal der katholischen Kirche († 1751)
- 02. September: Juan Antonio de Vizarrón y Eguiarreta, spanischer Bischof und Kolonialverwalter, Vizekönig von Neuspanien († 1747)
- 13. September: Theodor Christlieb Reinhold, deutscher Komponist und Kreuzkantor († 1755)
- 13. September: Thomas von Westen, norwegischer Missionar († 1727)
- 23. September: Karl I., paragierter Landgraf von Hessen-Philippsthal († 1770)

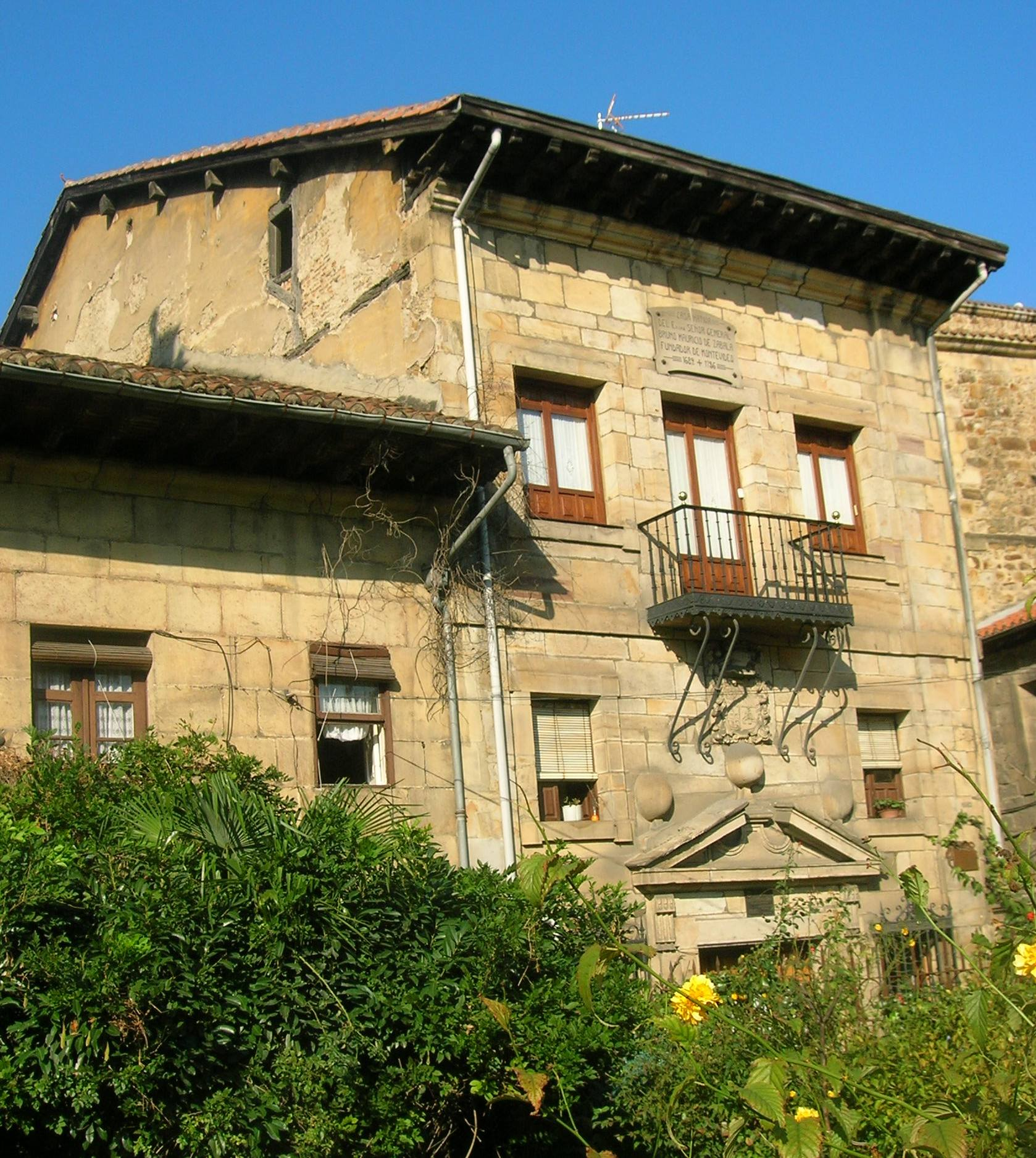
Geburtshaus Zabalas

- 06. Oktober: Bruno Mauricio de Zabala, spanischer Militär und Kolonialverwalter, Capitán General del Río de la Plata († 1736)
- 12. Oktober: Georg Anton Gumpp, österreichischer Baumeister († 1754)
- 21. Dezember: Jack Rackham, englischer Piratenkapitän († 1720)

### Genaues Geburtsdatum unbekannt
- Jacopo Amigoni, italienischer Maler († 1752)
- Isaak Aaron Arnstein, deutsch-österreichischer Bankier und Hoffaktor († 1744)
- Johann Balthasar Antesperg, deutscher Sprachforscher und Hoflehrer († 1765)
- António de Albuquerque Coelho, portugiesischer Kolonialverwalter († 1745)
- Ursula Meyer, Schweizer Pietistin und Mystikerin († 1743)

### Um 1682
- Christoph Pantzner, mährisch-österreichischer Orgelbauer († 1761)

## Gestorben

### Erstes Halbjahr
- 01. Januar: Jakob Kettler, Herzog von Kurland (* 1610)
- 03. Januar: Olof Verelius, schwedischer Sprach- und Altertumsforscher (* 1618)
- 13. Februar: Thomas Thynne, englischer Adeliger und Politiker (* um 1648)
- 15. Februar: Claude de la Colombière, französischer katholischer Geistlicher (* 1641)
- 15. Februar: Gu Yanwu, chinesischer Universalgelehrter (* 1613)
- 18. Februar: Pierre Dupuis, französischer Stilllebenmaler (* 1610)
- 18. Februar: Baldassare Longhena, italienischer Baumeister (* 1598)
- 25. Februar: Alessandro Stradella, italienischer Violinist, Sänger und Komponist (* 1643)
- 14. März: Jacob van Ruisdael, niederländischer Landschaftsmaler und Radierer (* 1628/29)
- 27. März: Joachim Ernst von Görzke, kurbrandenburgischer Generalleutnant (* 1611)
- 01. April: Franz Egon von Fürstenberg-Heiligenberg, Bischof von Straßburg und kurkölnischer Premierminister (* 1626)
- 03. April: Bartolomé Esteban Murillo, spanischer Maler (* 1618)
- 27. April: Tetsugen Dōkō, japanischer buddhistischer Mönch (* 1630)
- 30. April: Auguste Sophie von Pfalz-Sulzbach, Pfalzgräfin von Sulzbach und Fürstin von Lobkowicz (* 1624)
- 04. Mai: Wassili Borissowitsch Scheremetew, russischer Feldherr und Bojar (* 1622)
- 05. Mai: Nishiyama Sōin, japanischer Dichter (* 1605)
- 07. Mai: Fjodor III., Großfürst von Moskau und Zar von Russland (* 1661)
- 15. Mai: Artamon Sergejewitsch Matwejew, russischer Politiker (* 1625)
- 16. Mai: Andreas Concius, deutscher Mathematiker (* 1628)
- 25. Mai: Grigori Grigorjewitsch Romodanowski, russischer Offizier, Staatsbeamter und Politiker
- 26. Mai: Johann Heinrich Ott, Schweizer evangelischer Geistlicher und Hochschullehrer (* 1617)
- 29. Mai: Benjamin Olitzsch, kursächsischer Bergbeamter und Leiter einer Expedition sächsischer Bergleute nach Ostindien
- 30. Mai: Abraham Siegel, deutscher frühkapitalistischer Unternehmer (* 1630)

### Zweites Halbjahr
- 19. Juli: Yohannes I., Kaiser von Äthiopien (* vor 1640)
- 08. August: Heinrich Henrich, Schweizer Jesuit, Hochschullehrer und Bühnenautor (* 1614)
- 12. August: Jean-Louis Raduit de Souches, kaiserlicher Feldherr (* 1608)
- 09. September: Siegmund Wiprecht von Zerbst, deutscher Hofbeamter und Politiker (* 1606)
- 10. September: Friedrich von Jena, deutscher Rechtswissenschaftler, Diplomat und Staatsmann (* 1620)
- 12. Oktober: Jean Picard, französischer Astronom und Geodät (* 1620)
- 19. Oktober: Thomas Browne, englischer Philosoph (* 1605)
- 14. November: Rijklof van Goens, Gouverneur von Ceylon und Generalgouverneur von Niederländisch-Indien (* 1619)
- 23. November: Claude Lorrain, französischer Landschaftsmaler (* 1600)
- 24. November: Jean-Michel Picart, flämisch-französischer Stilllebenmaler und Kunsthändler (* um 1600)
- 29. November: Ruprecht von der Pfalz, Duke of Cumberland, Earl of Holderness, englischer Generalissimus und Admiral (* 1619)
- 13. Dezember: Aegidius Strauch, deutscher lutherischer Theologe (* 1632)
- 15. Dezember: Johann Helfrich Dexbach, deutscher Rechtswissenschaftler (* 1629)
- 19. Dezember: Maria Grießer, Opfer der Hexenverfolgung in Lauchringen (* um 1640)

### Genaues Todesdatum unbekannt
- Ngawang Lobsang Gyatsho, fünfter Dalai Lama Tibets (* 1617)
- Samartha Ramdas, Heiliger des Hinduismus (* 1608)
- Michaelina Woutiers, niederländische Barockmalerin (* um 1620)